# Бухгольц (Нойвід)
Бухгольц (нім. Buchholz) — громада в Німеччині, розташована в землі Рейнланд-Пфальц. Входить до складу району Нойвід. Складова частина об'єднання громад Асбах.
Площа — 20,63 км2. Населення становить 4531 ос. (станом на 31 грудня 2020).